# Susidovîci, Starîi Sambir
Susidovîci (în ucraineană Сусідовичі) este localitatea de reședință a comunei Susidovîci din raionul Starîi Sambir, regiunea Liov, Ucraina.

## Demografie
Componența lingvistică a localității Susidovîci
     Ucraineană (78,23%)
     Alte limbi (0,23%)
Conform recensământului din 2001, majoritatea populației localității Susidovîci era vorbitoare de ucraineană (78,23%), existând în minoritate și vorbitori de polonă (21,53%).